# Фабрика (Болгарія)
Фа́брика (болг. Фабрика) — село в Смолянській області Болгарії. Входить до складу общини Златоград.

## Населення
За даними перепису населення 2011 року у селі проживали 18 осіб, усі — болгари.
Розподіл населення за віком у 2011 році:
Динаміка населення: